# Přešovice

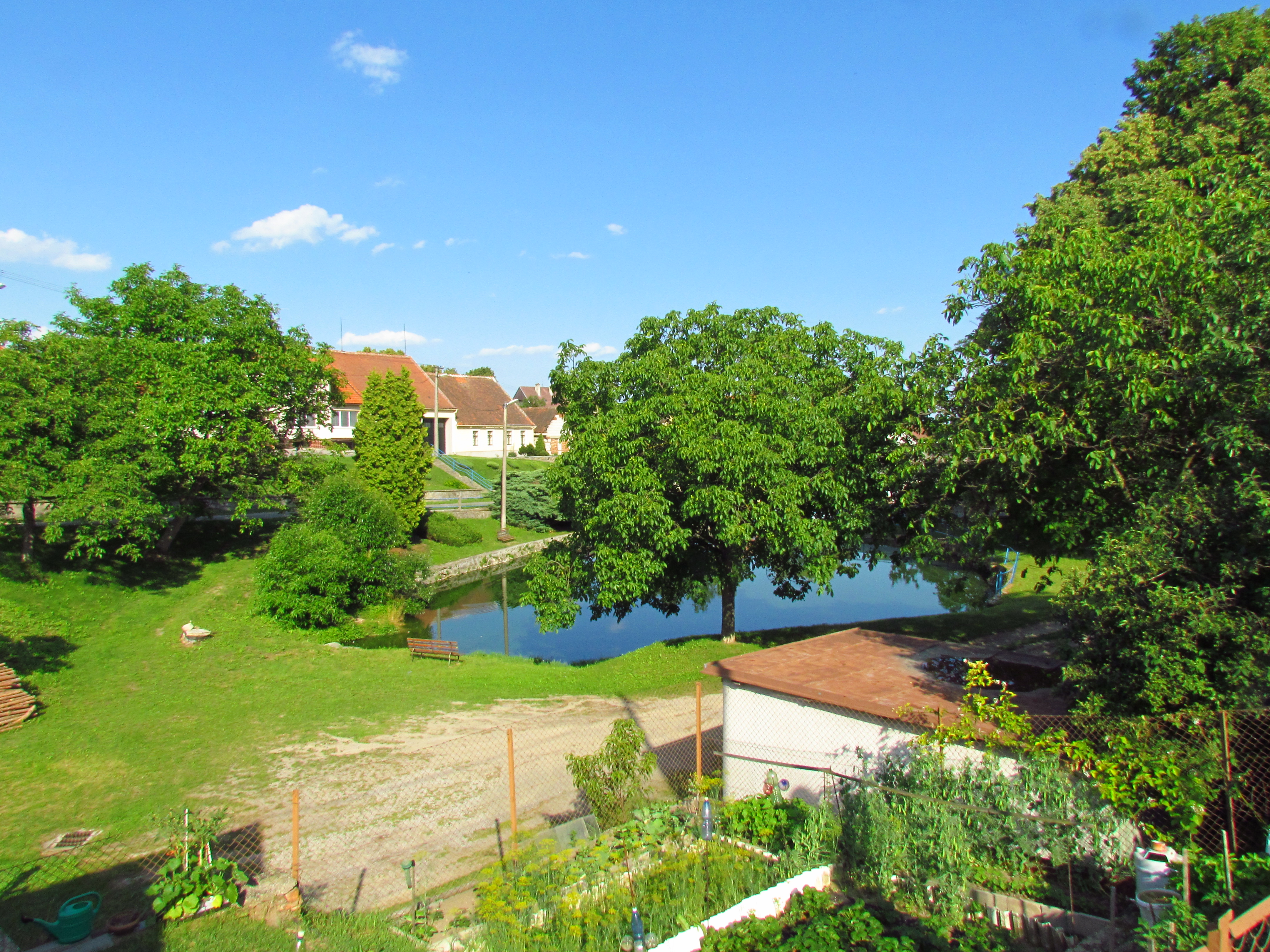
Dorfplatz

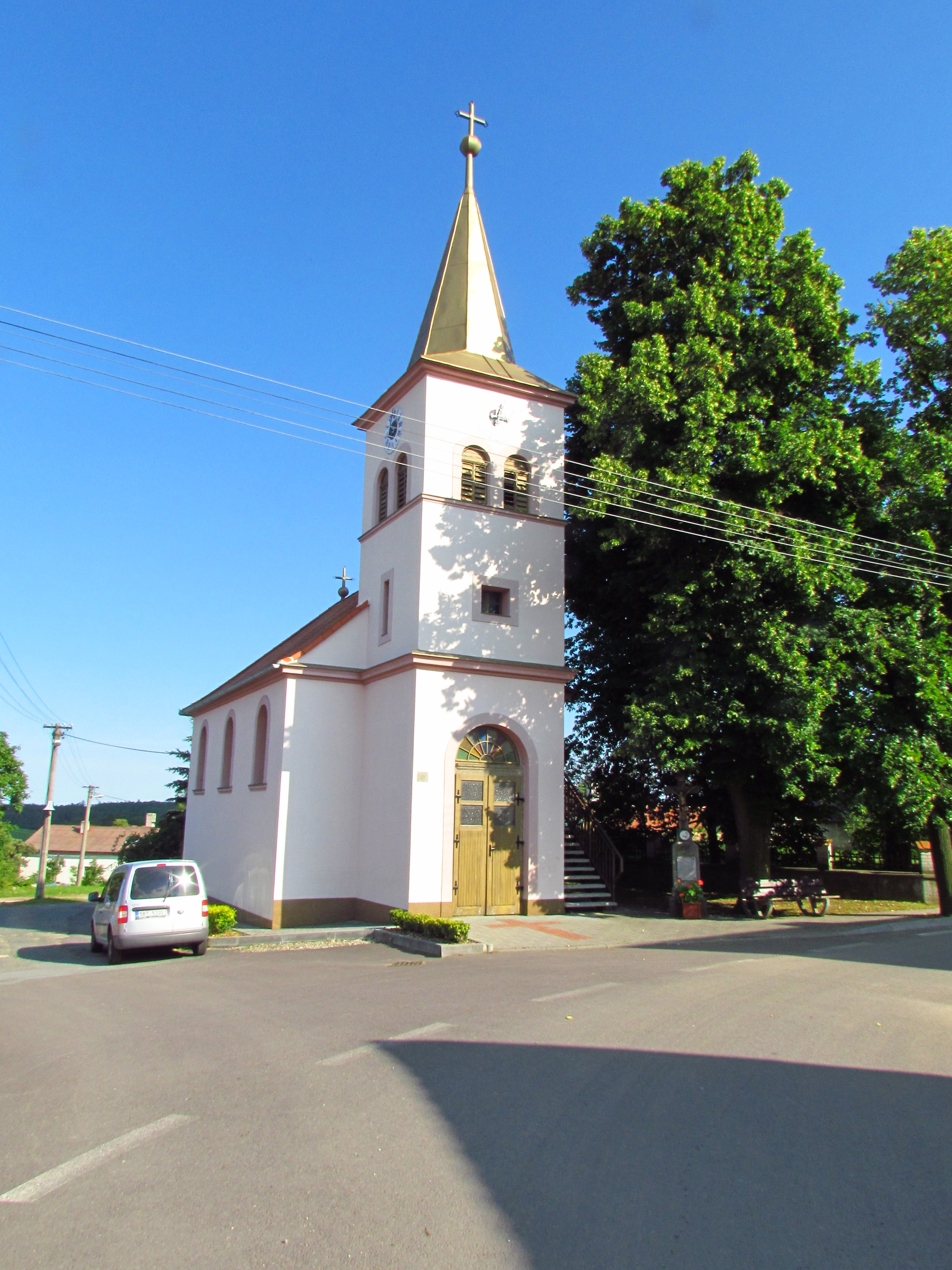
Kirche St. Peter und Paul

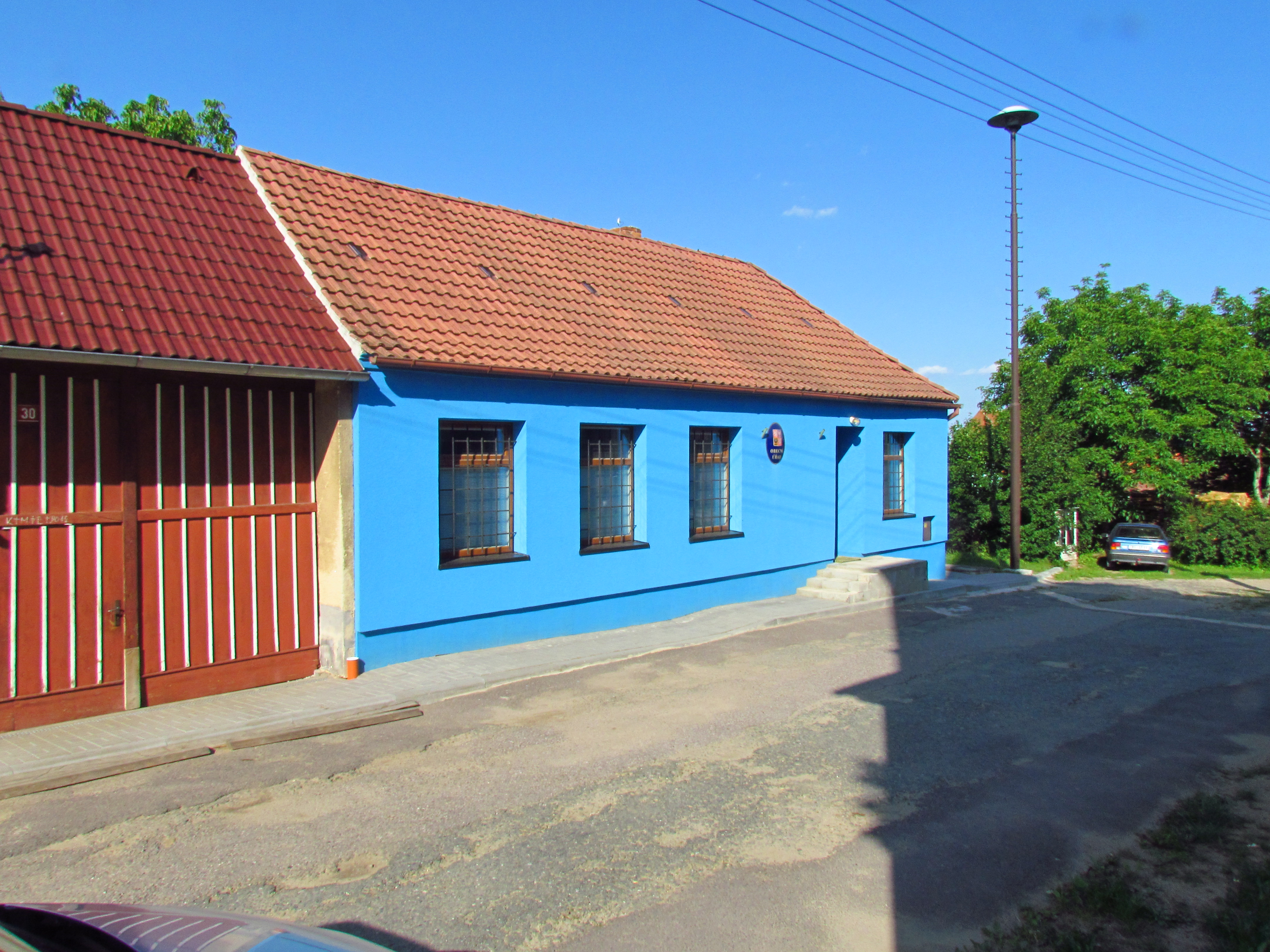
Gemeindeamt

Přešovice (deutsch Przeschowitz, 1939–45 Preschowitz) ist eine Gemeinde in Tschechien. Sie liegt sechs Kilometer südlich von Hrotovice und gehört zum Třebíč.

## Geographie
Přešovice befindet sich in der Jevišovická pahorkatina (Jaispitzer Hügelland), einem Subsystem der Böhmisch-Mährischen Höhe. Das Dorf liegt im Quellgrund des Baches Podvesní potok. Gegen Süden bildet die Rokytná ein tiefes Tal, das als Naturpark Rokytná geschützt ist. Nördlich liegen die mittelalterlichen Wüstungen Boříkovice und Mstěnice sowie die Reste der Burg Mstěnice. Im Südosten erhebt sich die Cibuluška (418 m n.m.), südlich die Javorůvka (426 m n.m.). 
Nachbarorte sind Boříkovský Dvůr und Hrotovice im Norden, Nové Dvory und Rouchovany im Nordosten, Šemíkovice und Rešice im Osten, Tavíkovice, Vilímův Mlýn und Přeskače im Südosten, Dobronice, Újezd und Františkov im Süden, Kašparův Mlýn, Kratochvilka, Na Dvorku, Slatina, Újezdský Mlýn und Biskupice im Südwesten, Litovany im Westen sowie Bačice im Nordwesten. 

## Geschichte
Der Überlieferung nach soll das Dorf im Jahre 1088 angelegt und nach seinem Gründer namens Přech benannt worden sein. Die erste urkundliche Erwähnung von Priswicze erfolgte 1273, als König Ottokar II. Přemysl das Dorf der Kirche in Rouchovany schenkte. Später gehörte das Dorf zu den Gütern der Zisterzienserabtei Königsaal. Wahrscheinlich in der Mitte des 14. Jahrhunderts gelangten Teile des Gutes durch Verpfändung an weltliche Herren und wurden Sitz der Vladiken von Přišovice. Mikeš und Děpolt von Přišovice, die 1355 erwähnt wurden, sind die ersten nachweislichen Vertreter dieses Geschlechts. Im Jahre 1414 verschrieb Zdych von Ratyšowic seiner Frau Katharina von Taikowic 50 Schock Groschen auf das Dorf, vermutlich ist der Taikowitzer Anteil darauf zurückzuführen. Während des Böhmisch-ungarischen Krieges verwüsteten 1468 die Truppen des Ungarnkönigs Matthias Corvinus die Gegend; die Dörfer Boříkovice und Mstěnice erloschen in dieser Zeit. Wahrscheinlich entstanden damals die unterirdischen Gänge unter dem Dorf. Bis zum Ende des 15. Jahrhunderts blieb das Gut im Besitz der Vladiken von Přišovice. Zwischen 1502 und 1595 besaßen die Jankovsky von Wlaschim Přyšowice. Im Jahre 1620 erwarb Berthold Bohuslaw von Leipa das Gut und schlug es seiner Herrschaft Krumlov zu. Nach der Schlacht am Weißen Berg wurden 1621 die Güter des Bohuslaw von Leipa, der ein Anführer der mährischen Stände war, konfisziert. 1624 kaufte Gundaker von Liechtenstein die Herrschaft. 1794 wurde in Přešovice eine Schule eingerichtet, die auch die Kinder aus Litovany besuchten. Franz Karl Anton von Liechtenstein ließ 1819 ein neues Schulhaus errichten, zu dieser Zeit wurden in der Přešovicer Dorfschule über hundert Kinder unterrichtet.
Im Jahre 1835 bestand das im Znaimer Kreis gelegene Dorf Přeschowitz bzw. Přešowice aus 44 Häusern, in denen 262 Personen lebten. Sechs der Häuser gehörten zur Herrschaft Taikowitz. Im Ort gab es ein herrschaftliches Branntweinhaus und eine Schule. Pfarrort war Rauchowan. Bis zur Mitte des 19. Jahrhunderts blieb Přeschowitz der Fideikommiss-Primogeniturherrschaft Mährisch-Krummau untertänig.
Nach der Aufhebung der Patrimonialherrschaften bildete Přešovice / Przeschowitz ab 1849 einen  Ortsteil der Marktgemeinde Rouchovany im Gerichtsbezirk Mährisch Kromau. Die Straße nach Rouchovany und der Kašparův Mlýn wurde 1866 gebaut, dabei wurden zahlreiche menschliche Gebeine aufgefunden. Přešovice löste sich 1868 von Rouchovany los und bildete eine eigene Gemeinde. Ab 1869 gehörte die Gemeinde zum Bezirk Mährisch Kromau. Zu dieser Zeit hatte Přešovice 295 Einwohner und bestand aus 45 Häusern. Im Jahre 1883 wurden in der Schule 132 Kinder unterrichtet. 1892 wurde Přešovice dem Gerichtsbezirk Hrottowitz zugeordnet. Im Jahre 1900 lebten in Přešovice 288 Personen; 1910 waren es 247. Die erste Wallfahrt zur neuen Kirche erfolgte 1909. Im Jahre 1913 entstand ein Gasthaus. Beim Zensus von 1921 lebten in den 55 Häusern der Gemeinde 280 Personen, darunter 278 Tschechen. Am 15. Juni 1922 erfolgte die Gründung der Freiwilligen Feuerwehr. Die Straße nach Litovany entstand 1929. Im Jahre 1930 bestand Přešovice aus 66 Häusern und hatte 321 Einwohner. Nach der deutschen Besetzung wurde die Gemeinde 1939 in den Kreis Mährisch Budwitz umgegliedert; bis 1945 gehörte Přešovice / Preschowitz zum Protektorat Böhmen und Mähren. Am 7. Mai 1945 starben drei Einwohner bei einem Bombardement durch sowjetische Flugzeuge. Nach dem Kriegsende erfolgte die Wiederherstellung der alten Bezirksstrukturen. 1948 wurde die Gemeinde dem Okres Moravské Budějovice zugeordnet. Im Jahre 1950 hatte Přešovice 235 Einwohner. Im Zuge der Gebietsreform und der Aufhebung des Okres Moravské Budějovice wurde die Gemeinde am 1. Juli 1960 dem Okres Třebíč zugewiesen. 1964 erfolgte die Eröffnung eines Kulturhauses mit 250 Plätzen. Die Schule wurde zu Beginn der 1970er Jahre geschlossen. Ab 1972 war im Schulhaus ein Kindergarten untergebracht, der später nach Rouchovany verlegt wurde. 1980 wurde Přešovice nach Rouchovany eingemeindet, der Ort wurde 1990 wieder eigenständig. Beim Zensus von 2001 lebten in den 76 Häusern der Gemeinde 147 Personen. Seit 2002 führt die Gemeinde ein Wappen und Banner.

## Gemeindewappen
Das zweigeteilte Wappen zeigt im rechten Feld die Symbole der Kirchpatrone Petrus und Paulus – einen Schlüssel und ein Schwert; die blaue Farbe steht für die Rokytná. Das linke Feld enthält einen roten Geierkopf auf silbernem Grund, das Wappen des Rittergeschlechts Jankowsky von Wlaschim bzw. der Herren von Genzenstein.

## Sehenswürdigkeiten
- Kirche St. Peter und Paul, der einschiffige neoromanische Bau wurde 1908 errichtet und im Jahr darauf durch den Brünner Bischof Paul Graf Huyn geweiht. 1928 erhielt der Kirchturm eine Uhr. Am 20. September 2008 hielt Bischof Vojtěch Cikrle einen Festgottesdienst anlässlich des 100. Jahrestages der Kirchweihe
- Unterirdische Gänge aus der zweiten Hälfte des 15. Jahrhunderts
- Gedenkstein für die Opfer beider Weltkriege
- Zahlreiche Flurkreuze
- Mittelalterliche Wüstungen Boříkovice und Mstěnice, die Dörfer erloschen 1468 während des böhmisch-ungarischen Krieges. Auf den Fluren von Boříkovice wurde später ein Meierhof (Boříkovský dvůr) angelegt
- Reste der Burg Mstěnice, sie entstand in der Mitte des 13. Jahrhunderts